# Haut-Rivière-du-Portage
Pour les articles homonymes, voir Portage.
Haut-Rivière-du-Portage ou Pontgravé est un village du comté de Northumberland, à l'est de la province canadienne du Nouveau-Brunswick. C'est un district de services locaux fusionné au Grand Tracadie-Sheila le 1er juillet 2014.

## Toponyme
Pontgravé est nommé en l'honneur de François Gravé, sieur du Pont (1560-1629).

## Géographie
Haut-Rivière-du-Portage est, comme son nom l'indique, situé en amont de la rivière-du-Portage, par rapport au village de Rivière-du-Portage–Tracadie Beach.
Haut-Rivière-du-Portage est généralement considéré comme faisant partie de l'Acadie.

### Géologie
Le sous-sol de Haut-Rivière-du-Portage est composé principalement de roches sédimentaires du groupe de Pictou datant du Pennsylvanien (entre 300 et 311 millions d'années).

## Histoire
Haut-Rivière-du-Portage est situé dans le territoire historique des Micmacs, plus précisément dans le district de Sigenigteoag, qui comprend l'actuel côte Est du Nouveau-Brunswick, jusqu'à la baie de Fundy.
En 1825, le territoire est touché par les Grands feux de la Miramichi, qui dévastent entre 10 000 km2 et 20 000 km2 dans le centre et le nord-est de la province et tuent en tout plus de 280 personnes,.

## Démographie
D'après le recensement de Statistique Canada, il y avait 612 habitants en 2006, comparativement à 725 en 2001, soit une baisse de 15,6 %. Il y a 233 logements privés, dont 224 occupés par des résidents habituels. Le village a une superficie de 8,40 km2 et une densité de population de 72,8 habitants au kilomètre carré.

## Administration

### Comité consultatif
En tant que district de services locaux, Haut-Rivière-du-Portage est administré directement par le Ministère des Gouvernements locaux du Nouveau-Brunswick, secondé par un comité consultatif élu composé de cinq membres dont un président.

### Commission de services régionaux
Haut-Rivière-du-Portage fait partie de la Région 4, une commission de services régionaux (CSR) devant commencer officiellement ses activités le 1er janvier 2013. Contrairement aux municipalités, les DSL sont représentés au conseil par un nombre de représentants proportionnel à leur population et leur assiette fiscale. Ces représentants sont élus par les présidents des DSL mais sont nommés par le gouvernement s'il n'y a pas assez de présidents en fonction. Les services obligatoirement offerts par les CSR sont l'aménagement régional, l'aménagement local dans le cas des DSL, la gestion des déchets solides, la planification des mesures d'urgence ainsi que la collaboration en matière de services de police, la planification et le partage des coûts des infrastructures régionales de sport, de loisirs et de culture; d'autres services pourraient s'ajouter à cette liste.
Le 1er juillet 2014, Haut-Rivière-du-Portage rejoindra la nouvelle municipalité régionale du Grand Tracadie-Sheila. Cette constitution fait suite à un plébiscite tenu en décembre 2013. La nouvelle municipalité comprendra dix-neuf autres districts de services locaux ainsi que la ville de Tracadie-Sheila.

### Représentation
Nouveau-Brunswick: Une partie du village est comprise dans la circonscription de Tracadie-Sheila est représentée à l'Assemblée législative du Nouveau-Brunswick par Claude Landry, du parti progressiste-conservateur. Il fut élu en 2006 et réélu en 2010. L'autre partie est située dans la circonscription provinciale de Baie-de-Miramichi—Neguac, qui est représentée à l'Assemblée législative du Nouveau-Brunswick par Serge Robichaud, du Parti progressiste-conservateur. Il fut élu en 2010.
 Canada: Haut-Rivière-du-Portage fait partie de la circonscription électorale fédérale de Miramichi, qui est représentée à la Chambre des communes du Canada par Tilly O'Neill-Gordon, du Parti conservateur. Elle fut élue lors de la 40e élection fédérale, en 2008.

## Infrastructures et services

### Éducation
Les élèves francophones bénéficient d'écoles à Rivière-du-Portage–Tracadie Beach et à Tracadie-Sheila. La ville de Shippagan compte le CCNB-Péninsule acadienne et un campus de l'Université de Moncton.
Les anglophones bénéficient d'une école à Brantville accueillant les élèves de la maternelle à la huitième année. Ils doivent ensuite poursuivre leurs études à Miramichi. Les établissements d'enseignement supérieurs anglophones les plus proches sont à Fredericton ou Miramichi.
Il y a une bibliothèque publique à Tracadie-Sheila.

### Autres services publics
Haut-Rivière-du-Portage dispose d'une résidence de soins de longue durée et un centre de plein air. Le détachement de la Gendarmerie royale du Canada le plus proche est situé à Tracadie-Sheila. Le bureau de poste le plus proche est quant à lui à Rivière-du-Portage–Tracadie Beach.
Les anglophones bénéficient du quotidien Telegraph-Journal, publié à Saint-Jean et de l'hebdomadaire Miramichi Leader, publié à Miramichi. Les francophones bénéficient quant à eux du quotidien L'Acadie nouvelle, publié à Caraquet, ainsi que de l'hebdomadaire L'Étoile, de Dieppe.